# Termovizija
Termovizija ili termogram (od grčke reči termo - toplo i latinskog glagola video, videre - videti, gledati, u bukvalnom prevodu: »gledanje toplote«, je sistem snimanja toplote objekata.

## Termovizijsko snimanje
Termovizijsko snimanje predstavlja nekontaktni metod kojim se u deliću sekunde registruje emitovanje toplote, odnosno infracrveno zračenje. Sva tela emituju infracrveno zračenje, pa čak i led. 
Praćenje emitovanja tih zračenja našlo je široku primenu za praćenje različitih pojava u različitim oblastima ljudskog delovanja, kao što su elektronika, mašinstvo, građevinarstvo i arhitektura, ali i u medicini. U građevinarstvu se ovaj metod koristi da bi se identifikovala „loša” mesta, kao i da bi se dala gruba procena  gubitka toplote.
Kamere za termovizijsko snimanje su po spoljašnjem izgledu slične filmskim kamerama, ali su posebno prilagođene da „vide” onaj deo infracrvenog spektra koji je za ljudsko oko nevidljiv, te se zato nazivaju još i infracrvenim kamerama.

## Tumačenje termograma
Termovizijske fotografije privlače pažnju zbog svojih živopisnih boja i činjenice da prikazuju svet koji je ljudskom oku nedostupan. Ipak, njihova svrha je da realno prikažu postojeće stanje emitovanja toplote, a tek nakon njihove obrade mogu se izvoditi zaključci. Svaki termogram predstavlja sliku za sebe, jer poseduje sopstvenu paletu boja, i dva termograma se ne mogu porediti po bojama, čak i u slučaju kada se radi o istim objektima. Stoga, uz svaki termogram mora postojati skala boja, koja boje dovodi u vezu sa temperaturom.
Da bi se precizno mogle odrediti temperature, termovizijska kamera sačinjava i temperaturni dijagram koji prikazuje promenu temperature na objektu i to samo duž linije koja je povučena na termogramu.
Što su boje ujednačenije na termogramu, to je ujednačenije odavanje toplote, i obrnuto. Da bi se ustanovila okvirna mera odavanja toplote potrebno je uzeti u obzir razliku između spoljašnje i unutrašnje temperature zida i vazduha (spoljašnji i unutrašnji snimak).
Svetlije i tople boje (žuta, crvena) ukazuju na toplija mesta, a tamnije i hladne boje (plava, ljubičasta) na hladna mesta.

## Termovizijski uređaji
Termovizijski uređaji su nastali zbog potrebe povećanja efikasnosti pri osmatranja noću i u uslovima smanjene dnevne vidljivosti ili loših vremenskih prilika.
Prva ispitivanja senzora koji mere sopstvena zračenja pozadine i objekta vezana su za eksperimente u IR (Infra Red) delu spektra još 1900.godine. Prve upotrebe IR senzora u vojne svrhe zabeležene su u Prvom svetskom ratu, detektovanjem aviona na rastojanju od 1,5 km, a čoveka na 0,3km.
Brz razvoj IR sistema između dva rata doveo je do njihove velike upotrebe u Drugom svetskom ratu. Razvoj tehnologije je omogućio dobijanje IR slike na osnovu zračenja daleke 1919. god. a tek oko 1930. godine razvijeni su prvi uređaji za osmatranje zračenja u IR opsegu.
Tokom ranih šezdesetih godina prošlog veka počeo je razvoj uređaja koji su sposobni da detektuju vidljivu svetlost niskog intenziteta (mesečev sjaj, zvezde) uz primenu pojačivača svetlosti, do korisnog upotrebljivog nivoa za ljudsko oko. Ovi sistemi rade na detekciji reflektovane radijacije izvora niskog intenziteta.
Spektralna osetljivost je bila ograničena na vidljivi deo spektra a povećanje granične talasne dužine osetljivosti omogućilo je rad u području (0,9 m). Tako su nastali multispektralni skeneri koji daju IR sliku terena iz vazduha. Razvijene su diode koje detektuju nizak nivo termalne radijacije.
Tako je nastao uređaj za termovizijsku sliku, koja se formira na osnovu sopstvenog zračenja objekta. Zračenje terena u IR delu spektra zavisi od temperature objekta i pozadine, vrste i fizičkog sastava objekta i okoline, kao i zračenja sunca. IR senzori na principu linijskog skeniranja, imaju uglavnom dva opsega rada:
- od 3-5 m (niži opseg), i opseg
- od 8-14 m (viši opseg).
Pri prostiranju kroz atmosferu slabljenje elektromagnetnih talasa je selektivno u odnosu na talasne dužine i sastav atmosfere. Prijemna optika ima zadatak da sakuplja elektromagnetnu energiju i usmerava je na detektor. 
Svaki objekat na temperaturi iznad apsolutne nule (-273 0C) emituje termalnu energiju u infracrvenom regionu elektromagnetnog spektra, ali njen veliki deo biva rasejan i apsorbovan u atmosferi. U okvirima ovih prozora apsorpcija je minimalna i u njima se vrši detektovanje i praćenje. Detekcija i praćenje objekata u ovim dugotalasnim regionima se zasniva na merenjima temperature i emitanse između objekata i pozadine. Ključna kola u ovim merenjima su kvantni detektori. Kvant je određena količina energije na datoj talasnoj dužini i kvantni detektor je sklop koji prima količinu toplote kvanta. Najzastupljeniji materijal je kadmijum merkuri telurid (CMT-Cadmium Mercury Telurid), koji menja električnu otpornost kada primi kvant toplote.

## Osnovne tehnike formiranja termalnih slika
Slika nastala termovizijskim sistemom predstavlja objekte i scenu u kojima je kontrast slike rezultat zračenja i emisivnosti tela na različitim temperaturama objekta i pozadine. Sam proces stvaranja termalne slike se razlikuje od načina formiranja slike u vidljivom delu spektra.
Termalno zračenje zavisi samo od temperature i emisivnosti tela i ako je temperatura tela veća od apsolutne nule (-273.160C) po teorijskom modelu zračenja crnog tela, elektromagnetni spektar teorijski obuhvata sve talasne dužine. Međutim, u praksi objekti se nalaze na pozadini koja menja njihovu temperaturnu signaturu, i objekti ne zrače kao idealna crna tela. Ove činjenice ukazuju da termalna slika nosi više informacija nego standardna slika u vidljivom delu spektra, dobijena procesom refleksije zračenja izvan samih objekata. Svi postojeći termovizijski senzori mogu se razvrstati po principu rada na dve osnovne vrste.
To su:
- termovizijski sistemi sa linijskim skeniranjem (IRLS- Infra Red Line Scaning) i
- termovizijski sistemi sa detektorima u fokusnoj ravni (FPA-Focal Plane Array).

Formiranje termalne slike, posmatrano sa tehnološkog aspekta, prolazilo je kroz četiri osnovne faze. U samom početku infracrveni lik objekta se formirao korišćenjem infracrvenog detektora sa hlađenjem. Odraz na slici se formirao kretanjem skenirajućeg ogledala po horizontalnoj i vertikalnoj ravni na koji pada infracrveno zračenje sa terena, analizirajući jedan po jedan element slike. Reflektujući se od ogledala, IR zračenje prolazi kroz optiku i pada na diskretni detektor. Ova vrsta detektora nazvana je elektromehaničkim skenerima. Fotoprovodnik CMT je veoma osetljiv materijal za detektore i radi na veoma niskim temperaturama, gde je odnos signal/šum visok. Potrebno je da se detektor hladi na temperaturi oko 80 K.
Njegova konstrukcija zavisi od metode hlađenja, kao što je termoelektrična (Jull-Thompson) ili korišćenjem motora sa zatvorenim ciklusom hlađenja, na primer korišćenjem principa Stirlingovog ciklusa. Pojavom linijskih detektora, prešlo se na skeniranje metodom linija po linija (linijski skeneri). Ovde se vrši skeniranje terena linijom od n detektorskih elemenata.
Jednoelementni CMT detektor se koristi za formiranje slike malom brzinom. U sistemima koji rade sa brzinom od 25 fps (frame fer second), i tamo gde je potrebna velika rezolucija u realnom vremenu, koristi se detektorski niz.
Elemenat detektorskog niza se optički skenira i stvara sliku. Nedostatak ovih metoda skeniranja je složenost elektronskih uređaja potrebnih za obradu signala. U poslednje vreme pojavom tzv. SPRITE (Signal Processing In The Element) detektora, kao jedne vrste linijskih rednih skenera, postiže se bolji kvalitet slike, uz manju cenu i veću brzinu rada.
Ovakav način formiranja termalne slike nazvan je elektromehanički. U ovoj metodi, još uvek postoji skenirajuće ogledalo koje se okreće po horizontalnoj i vertikalnoj osi. SPRITE detektori predstavljaju specijalnu vrstu termovizijskih senzora koja je zasnovana na principu linijskih rednih skenera. U SPRITE detektoru svaki red "in-line" elementa slike se formira iz jedne trake CMT elementa. Drugim rečima detektorski niz fotoosetljivih dioda zamenjen je ekvivalentnom fotoosetljivom trakom. Sistemi za formiranje termalnih slika sa SPRITE detektorima su manje kompleksni a više efikasni od "in-line" detektorskih sistema. Dimenzije kvantnog detektora su ograničene kompromisom između smanjenja faktora termalnog šuma i cene materijala. Pojavom takozvanog mozaičnog sistema za formiranje termalne slike, na najbrži način se dolazi do infracrvene slike terena, bez skenirajućih elemenata.
Poslednje dve metode koriste pored standardnih sočiva i objektiva, kolimator i svetlosni disperzer.